# L'Énigme de l'Atlantide
L'Énigme de l'Atlantide est la quatrième aventure et le septième album de la série de bande dessinée Blake et Mortimer, scénarisé et dessiné par Edgar P. Jacobs.
Elle est publiée en planches hebdomadaires dans Le Journal de Tintin du 19 octobre 1955 au 19 décembre 1956. Elle est ensuite éditée en album en avril 1957 aux Éditions du Lombard, puis rééditée en octobre 1988 aux Éditions Blake et Mortimer. L'histoire est traduite en sept langues, et a été adaptée en dessin animé.
Edgar P. Jacobs revisite le mythe de l'Atlantide avec des éléments de science-fiction, alors très populaire dans la société qui se passionne pour les ovnis dans les années 1950.
La bande dessinée raconte l'aventure du capitaine Francis Blake et de son ami le professeur Philip Mortimer qui, lors d'une expédition spéléologique dans l'archipel des Açores, découvrent la mythique Atlantide, réfugiée dans les entrailles de la Terre. Contraints de rester à vie dans cet endroit futuriste afin d'en protéger le secret, ils aident un de leurs hôtes à déjouer un coup d'État contre le roi des Atlantes.

## Résumé
Le professeur Philip Mortimer profite de ses vacances à São Miguel, une île des Açores, pour faire un peu de spéléologie. En explorant un trou nommé par les autochtones « O furo do Diabo », il trouve un rocher radioactif et ne peut s'empêcher de faire un rapprochement avec l'orichalque mentionné par Platon, le mystérieux métal des Atlantes, cette civilisation légendaire que l'on dit engloutie par les flots. Il fait alors appel au capitaine Francis Blake pour approfondir avec lui l'exploration de cette grotte. Mais les deux amis découvrent rapidement qu'ils ne sont pas les seuls à s'intéresser à cette affaire. En effet, une puissance étrangère, ayant intercepté la lettre de Mortimer à l'adresse de Blake, se trouve intéressée par cette source potentielle d'énergie nucléaire et a engagé Olrik pour récupérer la roche. Ce dernier est arrêté par un mystérieux individu lors d'un cambriolage chez Mortimer. L'inconnu disparait dans un OVNI ne laissant qu'une trace lumineuse sur son chemin. Cinq jours plus tard Olrik se déguise en natif du pays et réussit à accompagner Blake et Mortimer dans leur exploration. Bien qu'Olrik ne parvienne pas à récupérer l'orichalque, il réussit à condamner Blake et Mortimer à rester prisonniers de la grotte. Chassés par des vapeurs sulfureuses, les deux amis n'ont d'autre choix que d'aller plus en avant dans un tunnel en espérant trouver une autre sortie. Après avoir échappé à la mort à plusieurs reprises, ils découvrent une mine d'orichalque et finissent par s'évanouir, irradiés.
Quand ils se réveillent, non seulement ils sont parfaitement guéris mais de plus, ils ont quitté la caverne, se retrouvant dans un monde futuriste. Ils sont conduits devant le chef de l'endroit qui se fait appeler Basileus. Celui-ci les condamne à rester jusqu'à la fin de leurs jours dans cet endroit. Blake et Mortimer sont mis sous la protection d'un certain prince Icare qui leur explique la situation : ils sont en Atlantide. En effet, il y a 12 000 ans, l'Atlantide dominait le monde depuis une île au milieu de l'Atlantique. Mais la collision entre la Terre et un énorme corps céleste a provoqué l'immersion des côtes continentales et de l'île. Les quelques survivants de la civilisation atlante ont alors décidé de construire une nouvelle et secrète Atlantide dans les entrailles de la Terre. Depuis, les Atlantes, bien plus évolués que les habitants de la surface grâce à l'immense source d'énergie que constitue l'orichalque, surveillent la surface de la Terre grâce à ce que les Terriens appellent des soucoupes volantes.
Alors que Blake et Mortimer commencent leurs nouvelles vies à Poseidopolis, capitale de l'Atlantide, ils sont victimes de plusieurs tentatives de meurtre. Il apparaît alors à Icare que l'Atlantide est menacée d'un grave danger. Pour confirmer ses soupçons, il se rend en secret, accompagné des deux Terriens, à la Grande Porte qui sépare l'Atlantide du royaume des barbares. Ces derniers sont les descendants de peuples sauvages qui vivaient sur l'Atlantide et que les Atlantes avaient accueillis dans leur domaine souterrain, désormais rejetés dans un territoire derrière la Grande Porte à la suite de tentatives de révolte.
Les trois hommes ont raison de se méfier car Magon, le phulacontarque, est à la tête d'une conspiration qui, avec l'aide des barbares, a l'intention de renverser le Basileus et d'envahir la surface terrestre. Ayant eu vent du départ d'Icare et craignant la découverte de ses projets, Magon tente de détruire l'expédition, mais Blake, Mortimer et Icare en réchappent. Ils arrivent finalement au Gong Sacré, tour qui précède la Grande Porte et qui servait autrefois à prévenir Poseidopolis d'une attaque barbare. C'est alors que Magon et une escorte de conspirateurs passent en ce lieu pour se rendre chez Tlalak, le roi des barbares. Ce dernier est conseillé par Olrik, qui, ayant fait une chute dans la grotte, s'est retrouvé à la cour de ce roi, voyant dans ce poste de conseiller une occasion de se venger des hommes. Mais alors que Magon et Tlalak discutent des termes de leur alliance, Blake, Mortimer et Icare apparaissent, ayant pris l'identité de membres de la garde de Magon au Gong Sacré. Les trois amis s'enfuient et se séparent : Blake tente d'avertir Poseidopolis par voie directe tandis que Mortimer et Icare prennent des chemins détournés. Arrivé à la Mer Intérieure, Blake vole un bateau pour rejoindre la capitale, mais, pris dans un typhon, il est ramené à son point de départ où il est capturé par des conspirateurs. Pendant ce temps, Mortimer et Icare se dissimulent dans la cérémonie de départ des barbares avec l'aide de Kisin, un barbare acquis à leur cause voulant venger la mort de son frère causée par Olrik. Ils atteignent le Gong Sacré où ils retrouvent Blake qui y était retenu prisonnier, et Mortimer parvient à sonner le gong.
Les trois amis s'envolent pour Poseidopolis en aéronef mais l'attaque a déjà été lancée. Lorsqu'ils atteignent la capitale, la ville est déjà à moitié envahie par les barbares grâce au sabotage des armes des Atlantes par les conspirateurs. Au palais, Magon dévoile enfin son coup d'État au Basileus alors que le roi Tlalak et Olrik, suivis d'une horde de barbares, pénètrent dans la chambre de commandement. Tout semble perdu pour le Basileus, quand Blake, Mortimer et Icare surgissent, ayant réussi à atteindre le palais par un passage secret. Mais en tentant d'exterminer ces trouble-fête, Olrik enclenche accidentellement l'ouverture des vannes qui retenaient l'océan : l'Atlantide est perdue. Le Basileus décide d'enclencher la grande évacuation prévue depuis bien longtemps : le départ des Atlantes pour une autre planète grâce à une armada de vaisseaux spatiaux. Et tandis que les Atlantes se préparent à rejoindre d'autres cieux, les barbares, Magon et Olrik font face à la montée des eaux, et Blake et Mortimer sont libérés et évacués par un sous-marin piloté à distance par Icare. De retour sur la terre ferme, dans la caldeira de Sete Cidades, ils assistent au départ majestueux des vaisseaux atlantes.

## Lieux et personnages

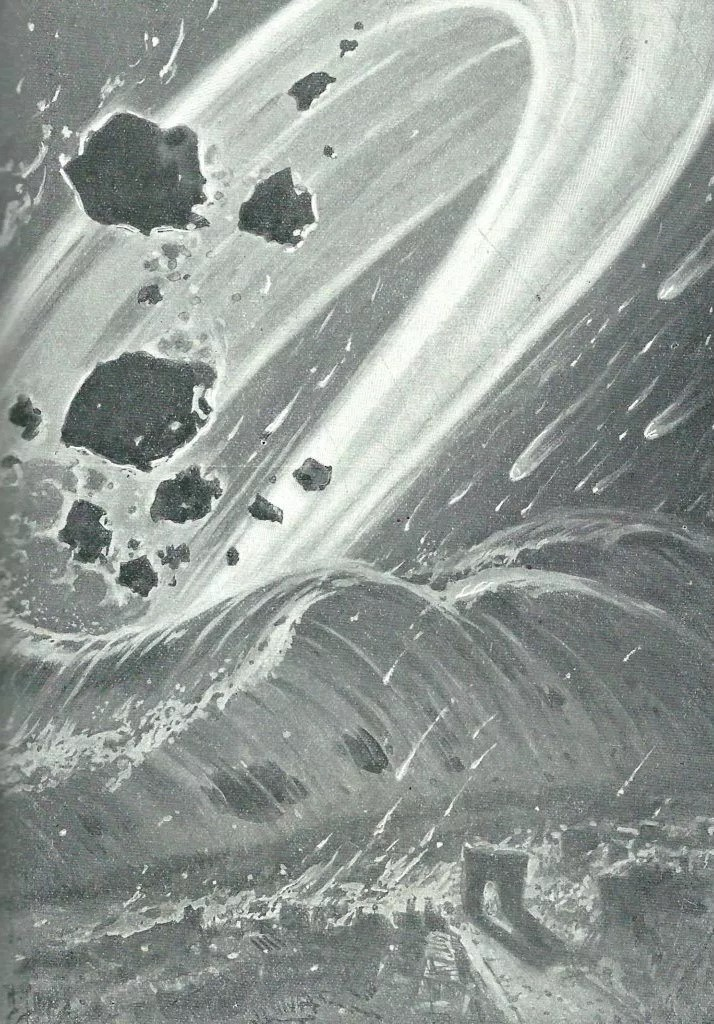
Illustration de Henri Lanos (Je sais tout, 1905), très proche de l'univers de Jacobs (cf. page 22, 1ère édition).

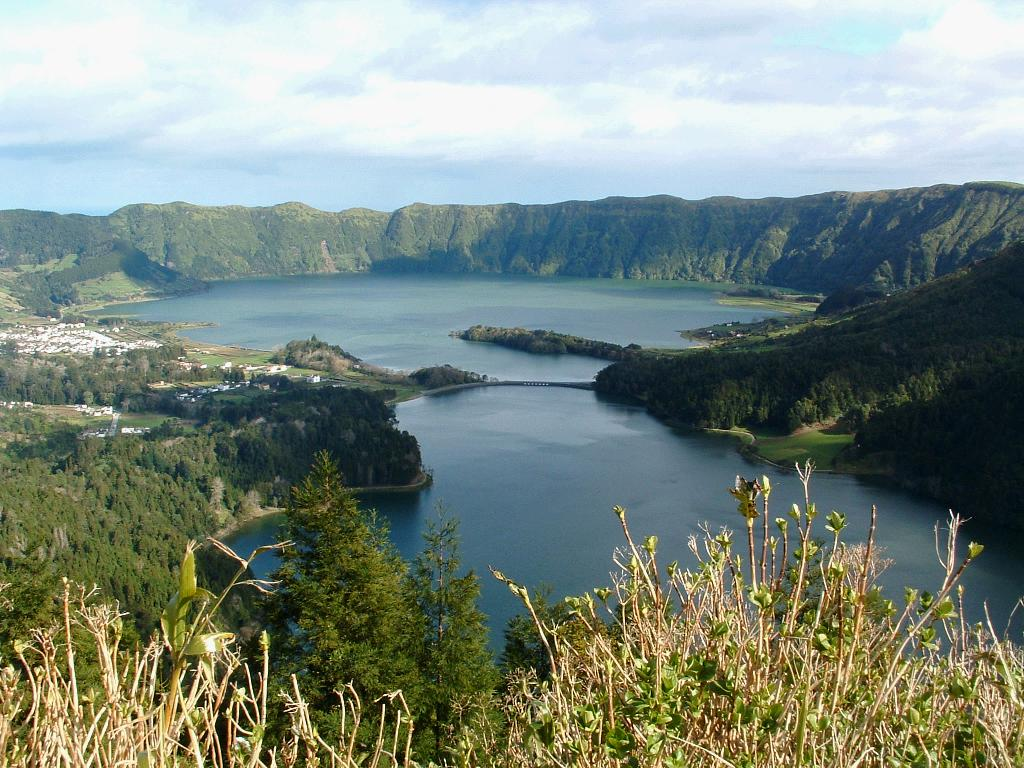
Caldeira de Sete Cidades, sur l'île de São Miguel, où Jacobs place un accès à l'Atlantide.

### Personnages
L'Énigme de l'Atlantide met en scène les trois personnages principaux de la série : les deux héros, le capitaine Francis Blake et le professeur Philip Mortimer, et le principal antagoniste, le colonel Olrik.
- Capitaine Francis Blake : membre de l'Intelligence Service (MI5)
- Professeur Philip Mortimer : physicien, ami du capitaine Blake
- Colonel Olrik : méchant, conseiller de Tlalac
- Ostrog : employeur d'Olrik
- Pépé : porteur portugais
- Magon : phulacontarque ou contarkos (capitaine de la garde)
- Le Basileus : roi des Atlantes
- Prince Icare : neveu du Basileus, aérostratège de la flotte aérienne, doit son nom au légendaire Icare
- Kafit : pilote, homme de main de Magon
- Theodos : homme de main de Magon
- Tlalac : Roi des barbares
- Kisin : barbare

### Lieux
L'histoire débute sur l'île de São Miguel dans l'archipel portugais des Açores, plus précisément aux alentours de Povoação et Ponta Delgada. Elle se termine dans la caldeira de Sete Cidades.
La majeure partie de l'histoire prend place sous terre, en Atlantide, dans un monde partagé entre les Atlantes et les barbares.

## Historique

### Sources d'inspiration
À l'époque de la rédaction de cet épisode, il existait quelque 20 000 ouvrages traitant de l'Atlantide, comme le souligne Jacobs : s'attaquer à ce sujet pouvait donc sembler puéril ou du moins bien présomptueux. C'est ainsi qu'il pris délibérément le parti d'opter pour le style "Opéra de l'espace" ou "Opéra" tout court ; surtout que ce sujet fait partie des thèmes "à grand spectacle" qu'il apprécie particulièrement. Ce qui ne l'empêcha pas de se baser sur une solide documentation : il a consulté de nombreux auteurs pour se documenter, sélectionnant scrupuleusement ses sources.
Il commença par lire attentivement les deux premiers documents mentionnant le continent légendaire : le Timée et le Critias, deux Dialogues du philosophe athénien Platon (428 — 348 avant J.-C.). Il y puisa notamment des informations sur l'orichalque, matériau mythique s'apparentant à un métal, auquel il rajoute des propriétés radioactives.
Le bédéiste hésita quant au choix de l'emplacement de l'Atlantide, celui-ci ayant été situé un peu partout dans le monde : dans l'océan Atlantique, dans l'île légendaire de Thulé, au Nigeria, dans le Sahara, en Méditerranée, à Tartessos (Andalousie), dans la mer Baltique, autour de la Crète... Il a d'ailleurs failli le situer dans un site sauvage et inaccessible d'Amérique centrale. Ce récit "en plein air" aurait permis à l'auteur de sortir de sa réputation d'"homme des souterrains", les épisodes de Blake et Mortimer comprenant souvent de longues séquences se déroulant sous terre. Néanmoins, cette idée lui paraissait difficile à mettre en place, étant donné qu'il était peu probable qu'une aussi importante colonie d'individus puisse longtemps échapper aux observations aériennes. Il préféra ainsi "enterrer" son Atlantide.
Il choisit finalement de situer son action dans l'Atlantique, se montrant conforme aux descriptions de Platon, positionnant le continent au-delà des colonnes d'Héraclès. D'autres spécialistes choisirent ce même océan, comme Alexander Braghine dans son ouvrage L'Énigme de l'Atlantide (dont le titre pourrait avoir inspiré celui de la bande dessinée). C'est aussi le cas pour Georges Poisson dans son L'Atlantide devant la science (Payot, 1945 et 1953), à l'intérieur duquel figure même une carte de l'Atlantide au milieu de l'océan (relié à l'Hyperborée, autre continent légendaire). Jacobs la reproduisit dans la sixième case de la planche 21 de son œuvre ; mais étourdi, il positionna l'Amérique du Sud à la place de l'Amérique du Nord dans la première version (l'erreur a été corrigée depuis).
L'idée d'écrire une histoire sur ce continent perdu est peut-être venue à Jacobs après la lecture du livre L'Atlantide et le règne des géants de Denis Saurat (1954), qu'il possédait dans sa bibliothèque et qu'il a couvert d'annotations. Il revisite le mythe en ajoutant des éléments de science-fiction, alors très populaire dans la société, notamment américaine, qui se passionne pour les ovnis. Parmi les autres sources avérées de Jacobs, citons également Bessmertny, Jürgen Spanuth...
Il est également possible que Jacobs se soit inspiré du Pharaon des cavernes, épisode de L'Épervier bleu de Sirius, publié en 1950.[réf. nécessaire]
On peut aussi noter de fortes similitudes entre « L’énigme de l’Atlantide » d’Edgar P. Jacobs et le récit « À l’assaut de l’Atlantide » dessiné deux ans plus tôt par Yves Mondet sur un scénario de Léopold Massièra dans le n° 3 de la revue mensuelle « L’an 2000 », publiée par la Société d'impression & d'éditions du Puits-Pelu - Jacquier à Lyon en septembre 1953. 
On trouve dans les deux récits le thème commun de l'Atlantide antique menacée par la collision entre la Terre et un corps céleste errant, et dont une partie de la population trouve refuge sous terre où elle construit une nouvelle Atlantide. Les Atlantes y développent une civilisation qui dépasse celle des habitants de la surface. 
Dans « L’énigme de l’Atlantide », des Atlantes rebelles envisagent d'envahir la surface terrestre ; dans « À l’assaut de l’Atlantide », ils le font pour de bon.  
À la fin à la fois de l’album d’Edgar P. Jacobs et du fascicule de Léopold Massièra et d’Yves Mondet, les Atlantes survivants de leur monde souterrain détruit quittent la Terre à bord de vaisseaux spatiaux vers une autre planète. (Voir article sur le site Pimpf.)[réf. nécessaire]
À l'origine, Jacobs prévoit de développer L'Énigme de l'Atlantide en deux tomes et fait un travail de recherches sur de nombreux costumes et vaisseaux spatiaux. Mais Le Journal de Tintin refuse le projet, craignant de voir l'auteur s'enliser dans une histoire interminable,.

## Analyse
Le design des soucoupes volantes vient directement de l'imaginaire américain, influencé par deux grands films de science-fiction des années 1950 : Le Jour où la Terre s'arrêta de Robert Wise (1951), La Guerre des mondes de Byron Haskin (1953).

## Publications

### En français
L'Énigme de l'Atlantide est publié dans l'hebdomadaire belge Le Journal de Tintin du 19 octobre 1955 (no 42/55) au 19 décembre 1956 (no 51/56),.
En avril 1957, les Éditions du Lombard publient l'histoire en album dans la Collection du Lombard. Par la suite, l'album est réédité et réimprimé plus d'une dizaine de fois entre 1965 et 1988 aux Éditions du Lombard en Belgique et Dargaud en France.
En octobre 1988, les Éditions Blake et Mortimer rééditent l'histoire. Depuis, l'album a été réédité et réimprimé plus d'une dizaine de fois. En décembre 2013, l'éditeur publie L'Énigme de l'Atlantide tel que publié dans Le Journal de Tintin dans un tirage limité à 5 000 exemplaires. L'album est accompagné d'un cahier de 30 pages comprenant des croquis de recherche issus des archives de Jacobs.

### Traductions
L'aventure a été traduite dans plusieurs langues :
- Allemand : Das Geheimnis von Atlantis, publié aux éditions Carlsen Comics[8] ;
- Anglais : Atlantis Mystery, publié aux éditions Cinebook[9] ;
- Danois : Gåden om Atlantis, publié aux éditions Carlsen Comics[10] ;
- Espagnol : El Enigma de la Atlántida, publié aux éditions Norma Editorial[11] ;
- Italien : L'Enigma di Atlantide, publié aux éditions Alessandro Editore[12] ;
- Néerlandais : Het raadsel van Atlantis, publié aux éditions Blake et Mortimer[13] ;
- Portugais : O Enigma da Atlântida.

## Accueil et postérité
Sur SensCritique, L'Énigme de l'Atlantide est noté 7,2/10 sur une base d'environ 1 700 votes d'internautes. Sur Babelio, l'album obtient une note moyenne de 3,8/5 basée sur 190 notes.
En 1974, le groupe musical français Magma appelle son cinquième album, Köhntarkösz, en référence au personnage de Magon qui porte le titre de Contarkos.
Une suite directe de cette aventure est raconté dans l'album La menace atlante d'Yves Sente et Peter Van Dongen paru en 2025.

## Adaptation
En 1997, l'aventure est adaptée en dessin animé par Éric Rondeaux comme épisode de la série d'animation Blake et Mortimer. Le prince Icare est remplacé par une princesse du nom d'Ariane. L'épisode est diffusé le 10 mai 1997 avec Michel Papineschi doublant le professeur Mortimer, Robert Guilmard le capitaine Blake et Mario Santini le colonel Olrik.